# Донское (Волновахский район)
Донское укр. Донське — посёлок в Волновахском районе Донецкой области Украины. Административный центр поселкового совета. С 26 февраля 2022 года оккупированно ВС РФ.

## География
Посёлок расположен в 13 км от районного центра и в 7 км от железнодорожной станции Тавла.

## История
На территории посёлка археологами обнаружены остатки поселения эпохи бронзы, а также античная посуда с клеймом, относящаяся к II в. до н. э.
Основан в 1946 году под названием селение Ждановстрой Волновахского района Сталинской области. В 1956 году селение было переименовано в посёлок городского типа Донское.

## Население
Количество — 5340 чел. (2001 год). В 1959 году — 2,6 тыс. чел., в 1970 — 4,3 тыс. чел., в 1979 — 4,3 тыс. чел., в 1989 — 5,6 тыс. чел., в 1992 — 5,8 тыс. чел., в 1999 — 5,7 тыс. чел., в 2011 — 5.132 чел.

## Инфраструктура
В посёлке имеются средняя школа, детский сад, дом культуры, три библиотеки, больница, почтовое отделение, ряд магазинов.

## Экономика
Бывший Донецкий химико-металлургический завод (до 2015 года — Химико-металлургическая фабрика в составе ММК).